# Uherčice (Břeclav)
Uherčice (in tedesco Auertschitz) è un comune della Repubblica Ceca facente parte del distretto di Břeclav, in Moravia Meridionale.